# Scolecenchelys laticaudata
Scolecenchelys laticaudata är en fiskart som först beskrevs av Ogilby, 1897.  Scolecenchelys laticaudata ingår i släktet Scolecenchelys och familjen Ophichthidae. Inga underarter finns listade i Catalogue of Life.